# Битва при Аквах Секстієвих
Битва при Аквах Секстієвих (Битва при Аквах Секстія) — бій, що стався влітку 102 року до н. е. між римською консульською армією під командуванням Гая Марія і переважаючими за чисельністю загонами германського племені тевтонів. Битва при Аквах-Секстія є одним з найважливіших епізодів Кімврської війни.

## Передісторія
У I столітті до н. е. почалися масові міграції германців і кельтів на захід і південь. В основному мігрували племена амбронів, тевтонів, кімврів, тігурінів і гельветів. Пізніше до них приєдналися і деякі інші галльські племена. За деякими даними, загальна чисельність переселенців становила близько 700 тисяч чоловік (з яких 300 тисяч — воїни). Причому племена рухалися загонами різної чисельності, але паралельними шляхами. Повідомлення про настільки масовий рух варварських племен у бік Італії викликало паніку в Римі, так як римляни одразу сприйняли германців як потенційну загрозу безпеці країни, оскільки з'ясувалося, що італійські прикордонні поселення, що траплялися на шляху германців, піддавалися нещадному розграбуванню.
Відомі також сутички військ тевтонців із загонами Гнея Папірія Карбона і Марка Юнія Сілана, в яких римляни терпіли поразки. У 107 році до н. е. консульська армія Луція Касія Лонгіна була практично знищена військом тігурінів. Уцілілі римляни були відведені в рабство. Успіхи германців спровокували повстання проти влади Риму в Трансальпійськїй Галлії. Повстання було придушене, але перемога згодом обернулася катастрофою.
Спільна експедиція Гнея Маллія Максима і Квінта Сервілія Цепіона, організована в 105 році до н. е., через небажання полководців діяти спільно закінчилася повним розгромом римлян при Арузіоні, причому були взяті обидва римські табори і загинуло 80.000 легіонерів і 40.000 союзників та військових найманців. Італію врятувало від вторгнення тільки те, що германці рушили після перемоги в напрямку Іспанії.

## Консульства Гая Марія
У такій ситуації, консулом був обраний найбільший полководець тієї епохи Гай Марій, який в той момент в ранзі проконсула знаходився в Африці, закінчуючи війну з Югуртою. Обранню Марія, незнатного противника правлячої олігархії, сприяло банкрутство цієї олігархії в результаті поразки, результатом якого були, зокрема, судові процеси проти його винуватців (так, Цепіон був вигнаний, а все його майно конфісковано). Марій був обраний всупереч всім звичаям і законам — бо ще не минуло 10-річного терміну з його попереднього консульства (107 р.), до того ж заочно.
Висадившись в Італії в самому кінці року, він 1 січня 104 до н. е. одночасно справив тріумф над Югуртою і вступив у консульську посаду. Рік був присвячений підбору та навчанню війська. За деякими припущеннями, саме тоді Марій провів свої знамениті реформи, набравши військо з безземельних бідняків і зробивши тактичної одиницею, замість маніпули, когорту. Одночасно, рішучими діями в Галлії та Північній Італії Марій привів до покори кельтські племена, що почали було хвилюватися в результаті поразки римлян. Він був обраний консулом і на наступний 103 р. Смерть його колеги Луція Аврелія Ореста змусила його повернутися до Риму для проведення виборів. На цих виборах, він завдяки підтримці народного трибуна Луція Аппулея Сатурніна був обраний консулом в четвертий раз разом з Квінтом Лутацієм Катулом.
До того часу кімври, що зіткнулися в Іспанії з опором кельтіберів, а потім у Галлії з опором белгів, з'єдналися з тевтонами і вирішили нарешті йти на Італію; при цьому кімври рушили на Італію через Норік (територія нинішньої Швейцарії та Австрії), тевтони і амброни — по узбережжю Південної Галлії (початок весни 102 до н.е.). Отримавши відомості про це, Марій спішно повернувся з Риму до свого війська на Роні, тоді як Катул очолив інше військо, яке повинно було перепинити шлях кімврів в Італію.

### Перша сутичка
За варварами після низки невдач римської армії закріпилася слава непереможних воїнів, і багато в чому завдання Марія стояла в тому, щоб перемогти в воїнів жах перед варварами. Тому Гай Марій проводив посилені тренування війська. Він розмістив свою армію в укріпленому таборі, біля впадання Ізер в Рону, чекаючи нападу. Так і не зумівши викликати римлян на бій, вождь тевтонів Тевтобод сам напав на табір, але після триденних атак був відкинутий. Перемога зміцнила бойовий дух армії. Германці відмовилися від атак на укріплені позиції ворога і кинулися безпосередньо до Італії.
Протягом шести днів полчища германців проходили повз римський табір; германці в насмішку пропонували римлянам передати через них що-небудь для своїх дружин, так як скоро вони будуть у Римі. Марій рушив слідом за германцями, влаштовуючи табори в неприступних місцях.

### Друга сутичка
Марій рухався паралельно супротивнику аж до Акв Секстіевих — містечка біля теплих джерел за 26 км на північний схід від Массалії (нинішній Марсель), недалеко від передгір'я Альп. Як розповідає Плутарх, Марій велів розбити табір на добре укріпленому, але позбавленому води пагорбі, коли ж воїни почали нарікати з цього приводу, Марій сказав, вказуючи рукою на річку, що протікала біля ворожого табору: «ось вам питво, за яке доведеться платити кров'ю». (Табір належав амбронам, так як тевтони до того часу ще не підійшли). Сутичка не забарилася зав'язатися: табірні раби спустилися по воду, амброни на них напали, легіонери кинулися на допомогу своїм рабам.
Стався досить запеклий бій, в ході якого амброни, що безладно переправляються через ріку, були атаковані римлянами і розбиті. Велике враження на римлян справило те, що в момент поразки ворога в битву втрутилися німецькі жінки, озброєні сокирами й мечами, які «зі страшними криком напали й на втікачів, і на переслідувачів, одних зустрічаючи як зрадників, інших — як ворогів». Марій побоювався, що вночі вороги нападуть на табір, який римляни не встигли зміцнити, і змусять його до безладної нічної битви; на щастя для римлян, цього не сталося.

## Підготовка до бою
На третій день після цієї сутички, Марій дав супротивнику рішучий бій.

### Тевтонці
Тевтонці в основному діяли щільним строєм і проявили непогану організацію. Однак тевтонське спорядження багато в чому поступалося римському. Більшість воїнів було озброєне списами з м'якими наконечниками, які часто не могли пробити римську броню. Самі воїни обладунків в основному не носили. Деякі з тевтонців мали трофейну зброю і броню, але вони були в меншості. Таким чином, германці поступалися римлянам в зброї і броні. Однак бойовий дух в лавах германців був дуже високий, тому що в німецькому суспільстві особиста відвага значила дуже багато. Причому багато в чому бойовий дух германців залежав від дій їхнього вождя.

### План Марія
Місцевість Акв Секстієвих являла собою долину, оточену зарослими лісом висотами. Скориставшись цим, Марій послав трибуна Клавдія Марцелла з 6 когортами (3 тисячі чоловік) в обхід, давши йому наказ влаштувати засідку в лісі над ворожим табором і під час битви напасти на ворога. Вибудувавши піхоту перед своїм табором, він сам на чолі кінноти спустився на рівнину, з тим, щоб втягнути германців в битву. Своїм рішенням особисто очолити кінноту 55-річний консул Марій підняв бойовий дух армії.

## Битва

### Початок бою
Германці кинулися в атаку вгору по схилу, в результаті чого армія втратила багато сил. Коли тевтонці підійшли досить близько, в бій пішли метальні списи — пілуми. Германці були погано захищені та діяли щільним строєм, тому при першій же атаці понесли великі втрати. Після цього обидва війська вступили у рукопашний бій. Германці були виснажені, і тому порядки варварів розлаштувались; вигода ж позиції дозволяла римлянам просто скидати ворогів вниз ударами щитів. Тим часом, римляни пустили в хід свої мечі — гладіуси. Тут позначилася перевага римлян в екіпіровці: списи германців часто не пробивали римську броню і були незручні у використанні.

### Другий етап бою і поразка германців

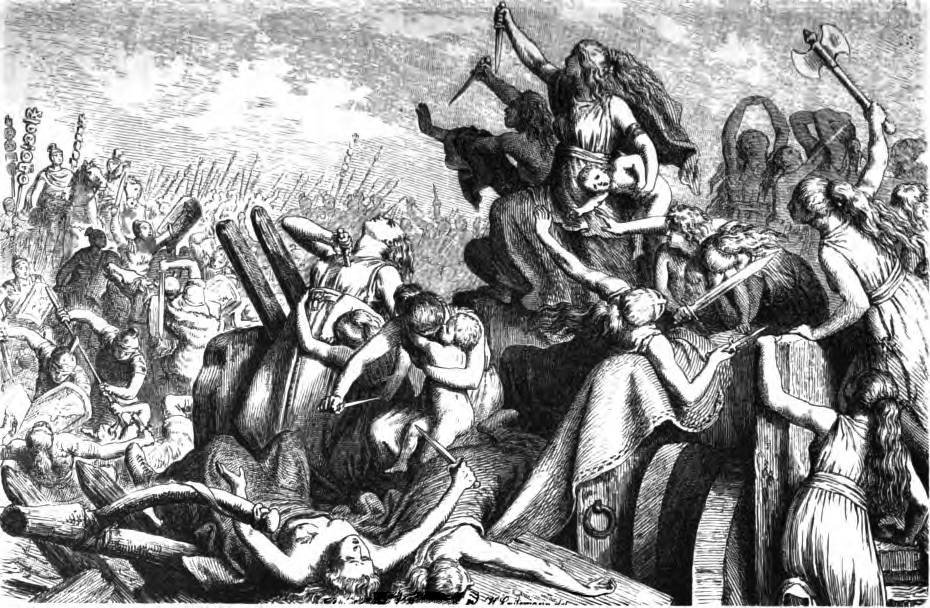
Тевтонські жінки захищають свій табір. Ілюстрація Heinrich Leutemann

Римляни відтіснили германців вниз по пагорбу. Тоді германці зайняли оборонну позицію і побудували «стіну щитів»: воїни стояли так, щоб щити трохи перекривали один одного, а також створили «ліс списів». У цей момент в тил германців вдарив зверху загін Марцелла. Таким чином, римлянам вдалося подолати тевтонську «стіну щитів». Розгром тевтонів був повний, римляни увірвалися в табір тевтонів і влаштували там масову різанину, не шкодуючи ні жінок, ні дітей, всього за твердженнями джерел вони перебили 150 тисяч осіб і захопивши в полон 90 тисяч (включаючи самого Тевтобода); убитих було стільки, що жителі Массілії, за словами Плутарха, огороджували їх кістками виноградники. Таким чином, тевтонське військо було практично повністю знищено.

## Підсумки
Тевтони перестали бути загрозою Риму. Кілька полонених тевтонських вождів були перевезені до Риму і публічно задушені. Марій заручився всенародною підтримкою і отримав консульський титул в п'ятий раз. Ця перемога, однак, вирішила проблему німецького нашестя лише на половину, тому що одночасно кімври завдали поразки Катулу. Проте наступного літа Марій, об'єднавшись з Катулом, повністю знищив кімврів у Верцелльській битві. У підсумку, Гай Марій встиг побувати консулом 7 разів. Багато його прийомів стали загальноприйнятою в римській армії практикою. У майбутньому легіонерів стали набирати переважно з бідноти, як це робив Марій. Так чи інакше, за Гаєм Марієм закріпилася слава рятівника Риму, а за його військом — «мулів Марія».